# NGC 5398
NGC 5398 este o low-surface-brightness galaxy⁠(d) situată în constelația Centaurul. A fost descoperită în 3 iunie 1836 de către John Herschel. Se află la o distanță de 6,58 megaparseci de Pământ.